# Картушка

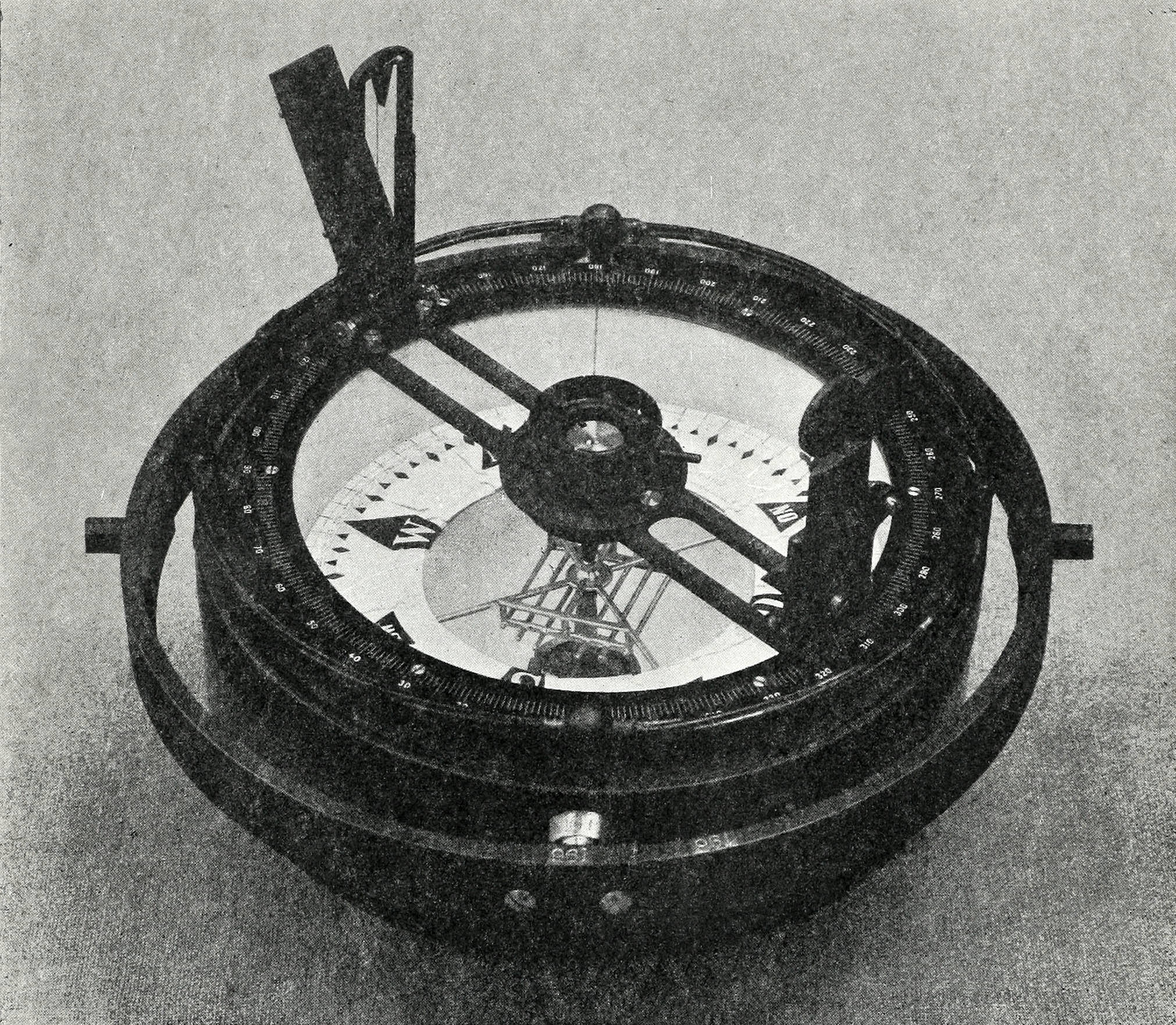
Компас с картушкой, азимутальным кругом, алидадой и подвесом (фото из статьи «Компас» Военной энциклопедии Сытина)

Карту́шка — подвижный диск (или кольцо) из немагнитного материала в магнитном компасе или из материала в репитерах гирокомпаса с равномерно нанесёнными по окружности делениями градусной или румбовой системы. Используется для удобства ориентирования по сторонам света.

## Картушка магнитного компаса
Картушка является чувствительным элементом магнитного компаса. Она состоит из системы магнитных стрелок, прикреплённых к поплавку, и шести кронштейнов, на которых располагается слюдяной диск с наклеенными на него бумажным диском с делениями через 1°. В центральной части поплавка имеется сквозной вертикальный канал, переходящий в конусообразное расширение. В канальное отверстие закладывается сверху агатовая топка, которой картушка опирается на компасную шпильку. 
Картушка располагается в верхней камере котелка магнитного компаса. Опорой для картушки служит латунная шпилька, верхний конец которой имеет форму керна, изготовленного из твёрдого сплава.